# Lawinenwächter

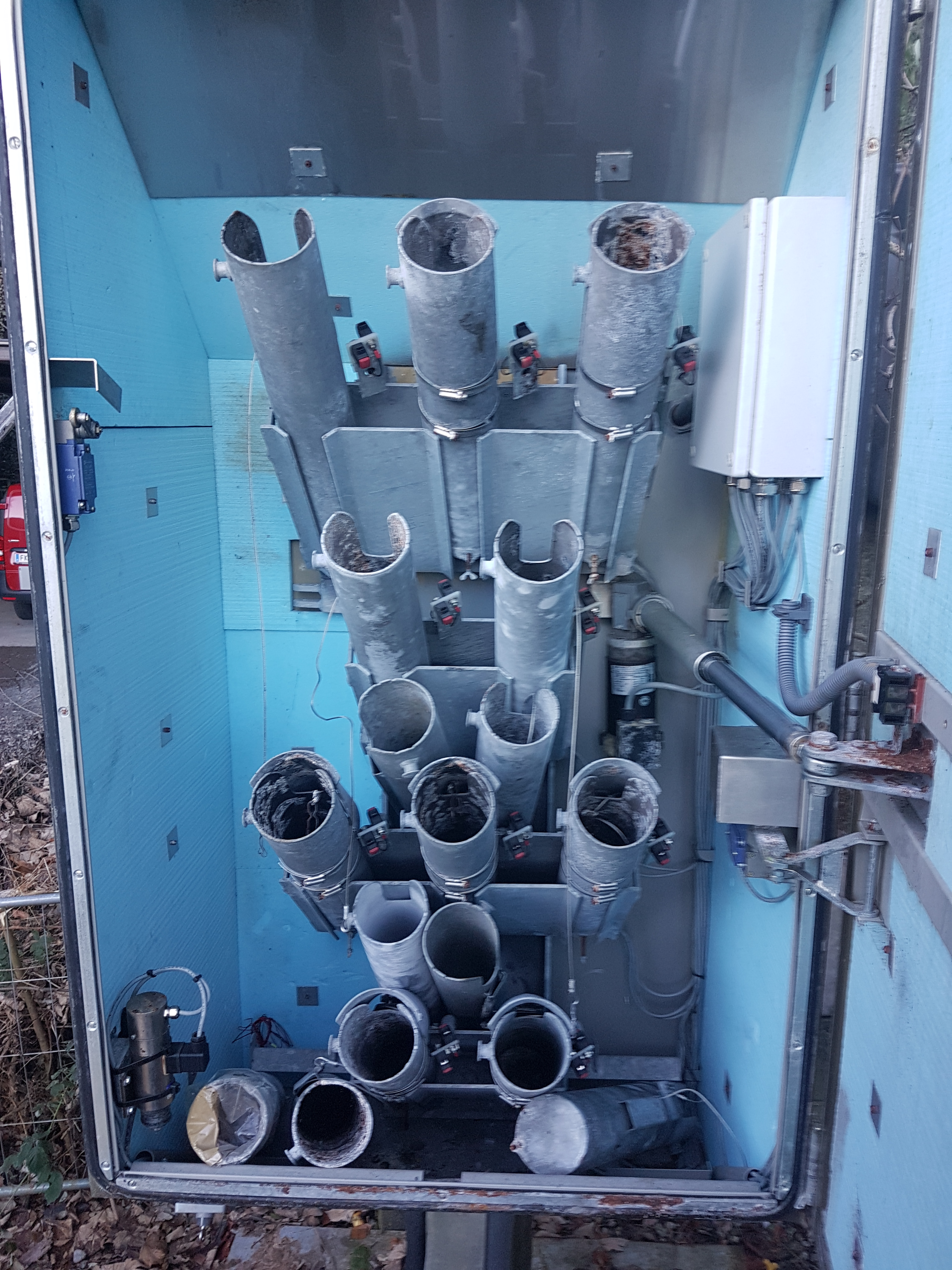
Wurfanlage (Testgerät)

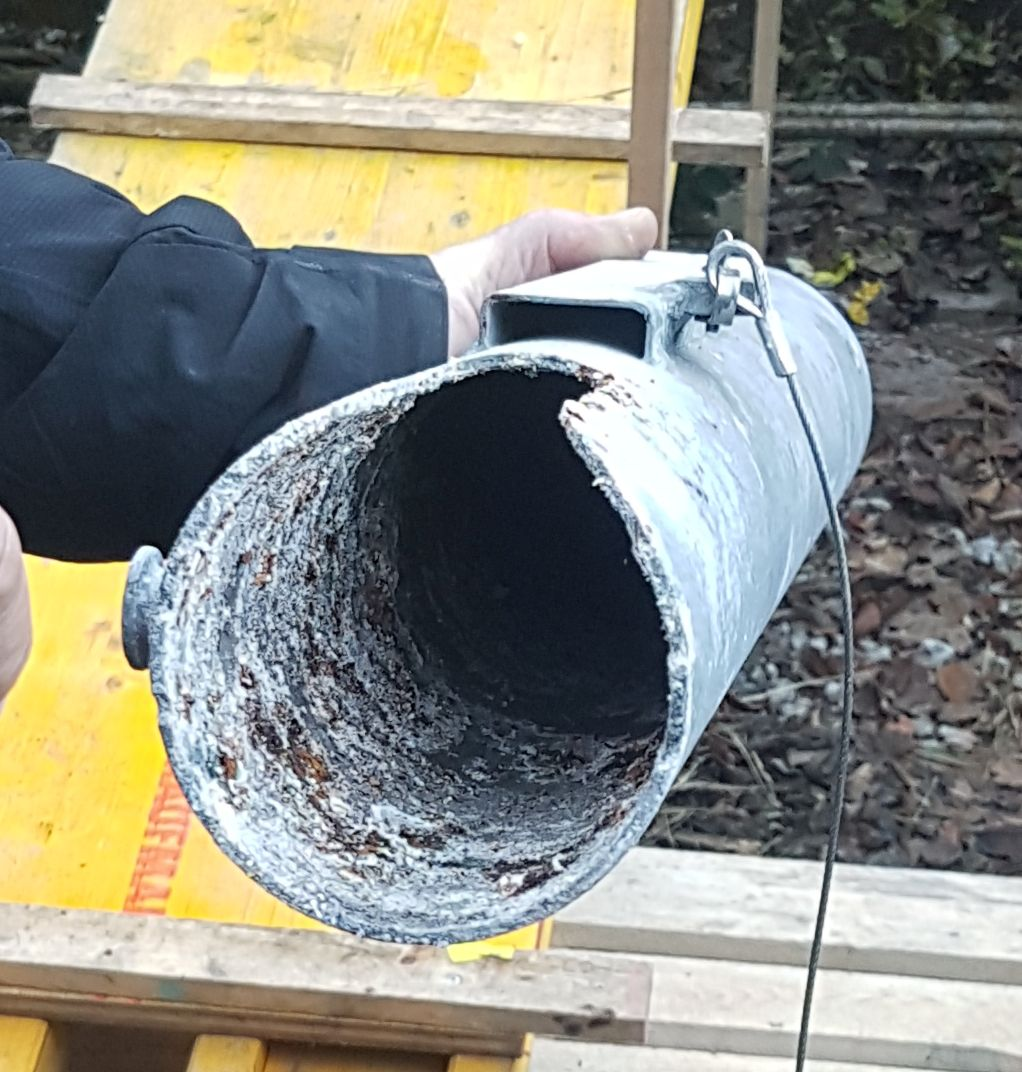
Auswurfrohr nach mehreren Jahren Betrieb (aus dem Testgerät)

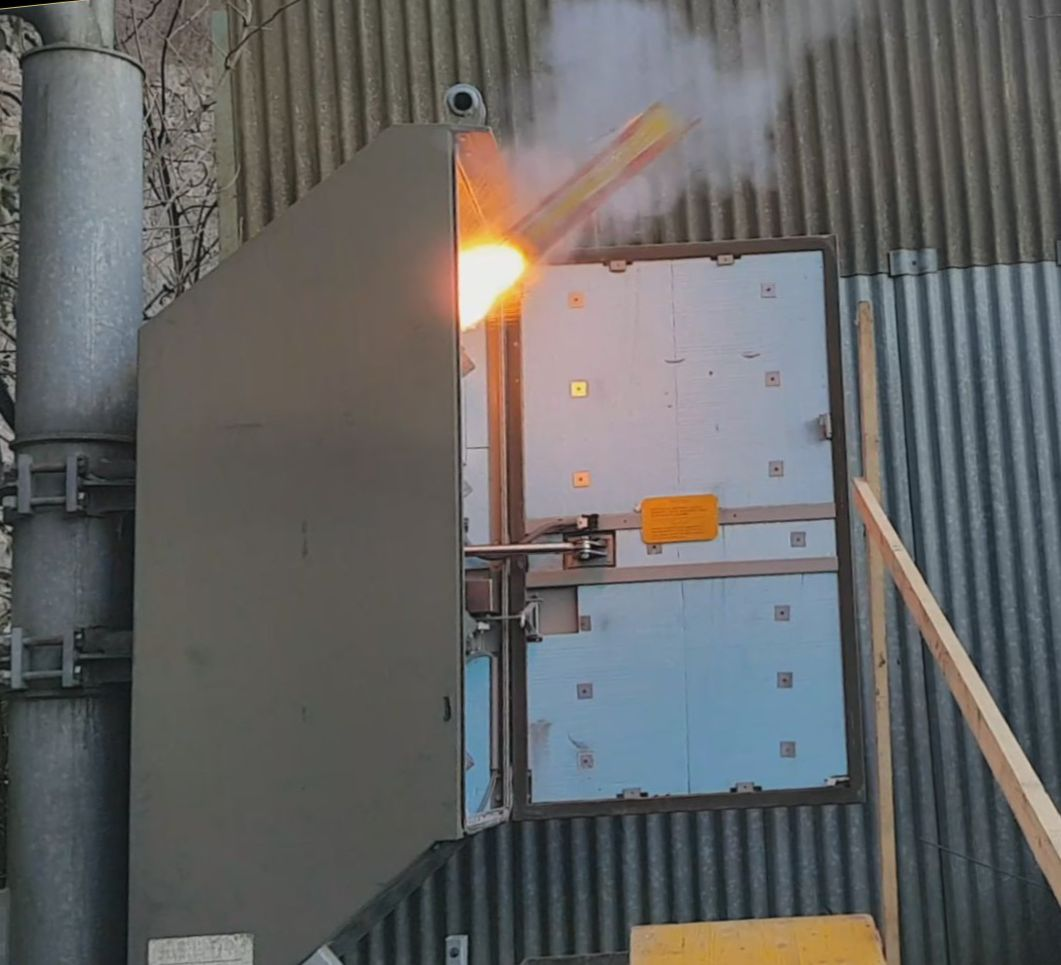
Abschuss einer Ladung aus der Wurfanlage

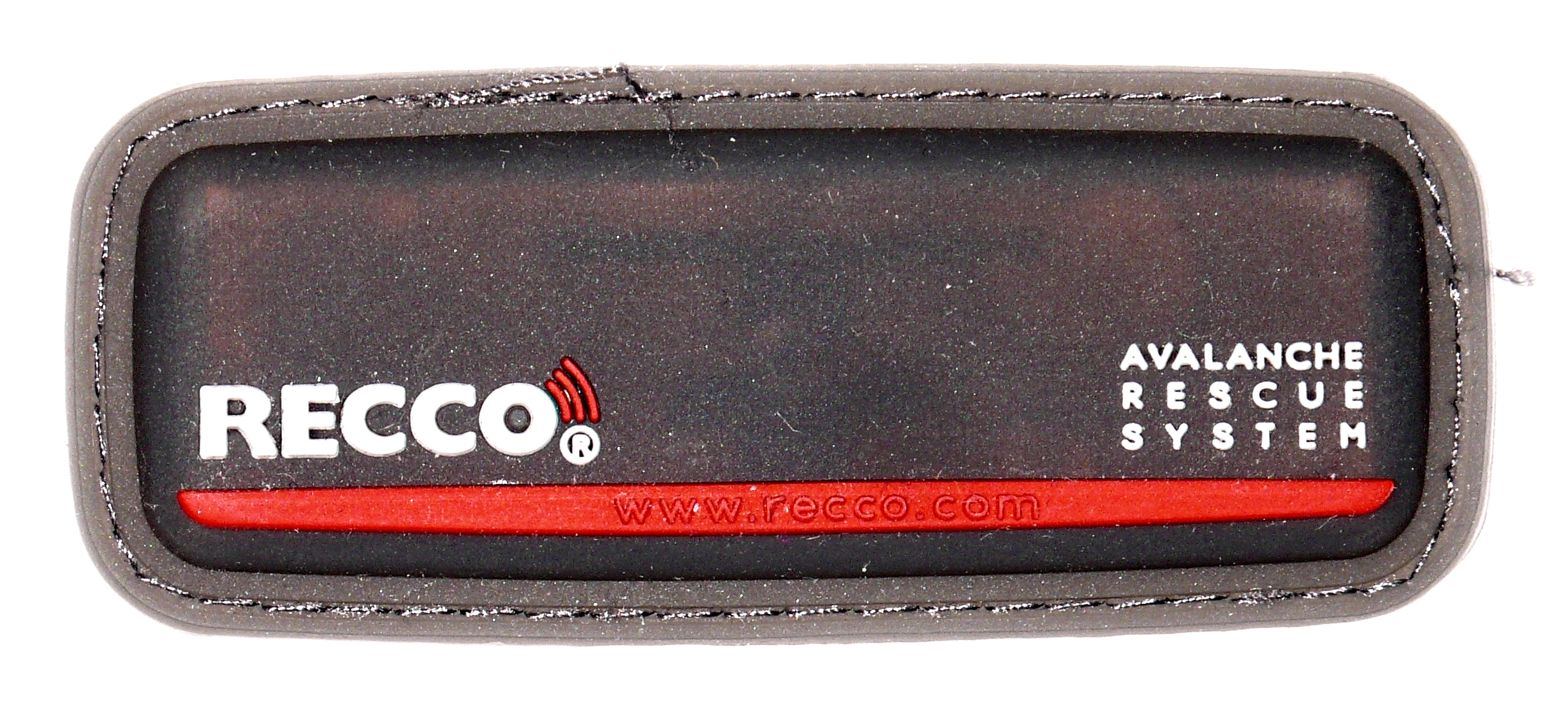
RECCO-Streifen

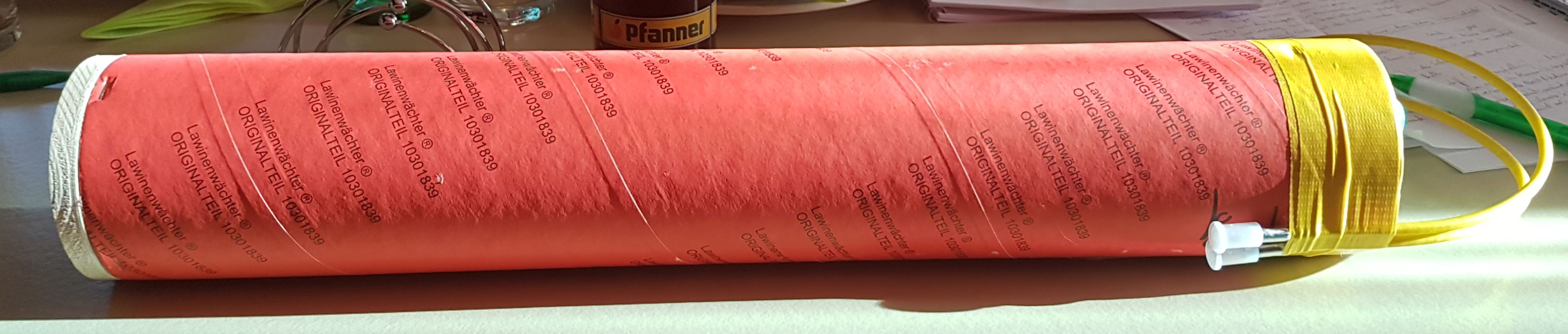
Sprengladung zum Auswurf fertig konfektioniert

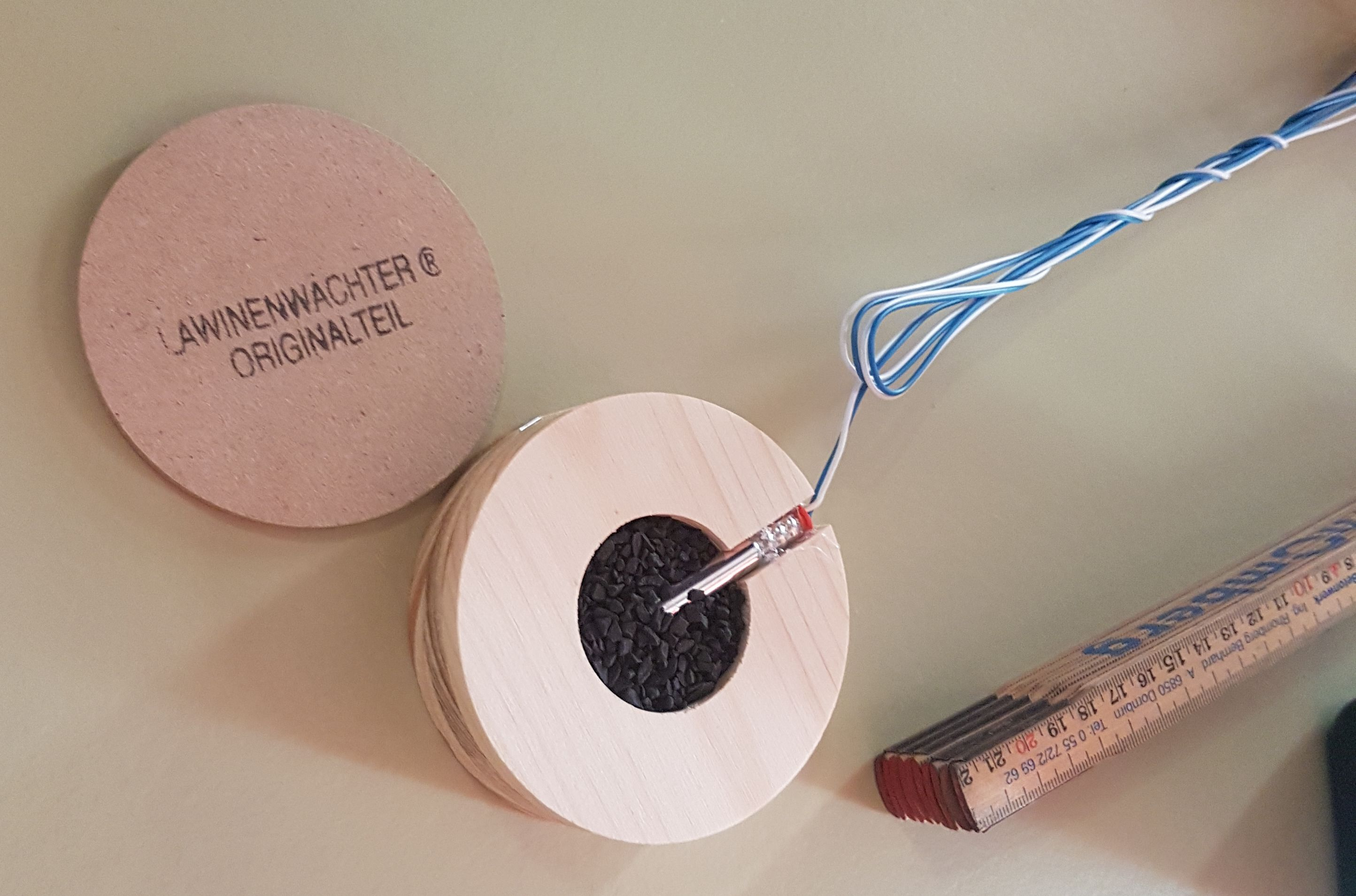
Offener Treibladungsbecher mit Schwarzpulver und elektrischem Brückenzünder

Der Lawinenwächter (früher auch: Lawinenorgel) ist eine dauerhaft errichtete Wurfanlage für Sprengstoff zur Lawinenauslösung, des Schweizer Herstellers Inauen-Schätti AG. Im Gegensatz zum Sprengmast/Lawinenmast werden die Ladungen beim Lawinenwächter bis zu 200 Meter weit ausgeworfen. Der Wirkungszone beträgt somit beim Lawinenwächter bis zu 400 Meter. In der Praxis sind etwa 130 bis 150 Meter Wurfweite bzw. 260 bis 300 Meter Wirkungszone realistisch.
Lawinenwächter werden seit 1996 angeboten.

## Funktion
Die in der Wurfanlage befindlichen zehn Rohre nehmen direkt die Sprengstoffpatronen (z. B. Riomon T1) auf und werden durch einen Schwarzpulver-Treibsatz (pyrotechnisch) aus den Rohren einzeln ausgeworfen. Beim Ausstoß aus den Rohren werden zwei Abreißanzünder gezogen und die daran befindliche Sicherheitsanzündschnur gezündet (redundante Zündung). Mit der Menge der Ausstoßladung im Verhältnis zum Gewicht der Sprengstoffpatrone wird die Wurfweite variiert. Die Wurfweite beträgt bei einer Sprengstoffpatrone von 2,5 kg maximal 200 Meter, bei einer 5 kg Sprengstoffpatrone maximal 50 Meter. In Österreich wird der Lawinenwächter mit Sprengstoffpatronen bis 2,5 bzw. 5, in der Schweiz bis 2,7 bzw. 5,4 kg je Rohr beladen. Der Lawinenwächter wird zuvor auf vorgegebene Ziele (Abrisszonen von Lawinen) eingeschossen (eingestellt) und kann daher auch ohne Sichtkontakt und bei schlechter Witterung betrieben werden.
Die Wurfweite variiert im Laufe eines Winters, da das als Treibladung verwendete Schwarzpulvers wegen Austrocknung altert.
Mit einem Lawinenwächter können in einer Schussfolge von etwa 2 bis 4 Minuten Lawinensprengungen ausgelöst werden. Die neben dem Sprengstoff verwendeten Bestandteile einer Ladung zum Abschuss aus dem Lawinenwächter bestehen fast durchwegs aus verrottbarem Material wie z. B. Holz. Jede Ladung wird mit einem RECCO-Streifen zur leichteren Auffindung von Versagern ausgestattet, da ein Abrutschen eines Versagers (Blindgänger) auf der Schneedecke möglich ist. Dies ist, wie bei der Lawinensprengung von Hand, ein Nachteil dieses Systems, da es optimal wäre, wenn die Sprengladung 0,5 bis 3 Meter über der Schneedecke detoniert, um den Detonationsdruck voll auszuschöpfen.
Die Energieversorgung des Lawinenwächters erfolgt autark über eine Photovoltaikanlage.

## Bedienung und Auslösung
Die Bedienung der fest installierten Anlage erfordert in Österreich und der Schweiz eine besondere Zusatzausbildung für Sprengberechtigte. Nur eine Einschulung ist unzureichend.
Die Ladungen werden ferngesteuert von einem PC, Smartphone oder Tablet durch eine Funkverbindung oder ein GSM-Netz bzw. GPRS-Verbindung und eine spezielle Software ausgelöst. Durch die Software wird der gesicherte Zugang, die dauerhafte Überwachung der Anlage, die Zündung und die Auslösung einer Lawine ermöglicht. Die Detonation wird über ein Geophon zurückgemeldet.
Die Ladungen des Lawinenwächters zünden auf der Schneedecke. Zu Auslösepunkthöhe, Sprengstoffe und Sprengstoffmenge sowie Zündung des Sprengstoffes siehe: Lawinenauslösung durch Sprengstoff und Künstliche Lawinenauslösung.

## Weitere Ausführungen
Ein Lawinenwächter kann auch mit einem Sprengmast/Lawinenmast auf demselben Fundament betrieben werden. Ebenso können zwei Wurfanlagen mit je zehn Rohren in verschiedener Ausrichtung auf demselben Fundament betrieben werden.
Ein einzeln betriebenes Abschussrohr nach demselben System wird als Lawinenpfeife bezeichnet.

## Kosten
Die Anschaffungskosten für einen Lawinenwächter belaufen sich pro Abschussrohr auf etwa 10.000 Euro, jeder Schuss selbst kostet etwa (ohne Aufwendungen für Bedienmannschaft, Absperrposten etc.) 60 bis 100 Euro. Die Kosten für ein Fundament werden mit etwa 5.000 bis 10.000 Euro angegeben. Hinzu kommen die jährlichen Wartungskosten.